# Lucbardez-et-Bargues
Lucbardez-et-Bargues település Franciaországban, Landes megyében. Lakosainak száma 564 fő (2022. január 1.). Lucbardez-et-Bargues Bostens, Canenx-et-Réaut, Gaillères, Maillères, Pouydesseaux és Saint-Avit községekkel határos.

## Népesség
A település népességének változása:
| Lakosok száma | 273  | 269  | 304  | 374  | 568  | 570  | 573  | 581  | 575  | 564  |
|               | 1968 | 1982 | 1990 | 2006 | 2013 | 2015 | 2017 | 2019 | 2020 | 2022 |